# Kazimierz Jankowski (kapitan)
Kazimierz Jankowski (ur. 22 lutego 1893 we Lwowie, zm. 25 czerwca 1920 pod Pergą) – kapitan piechoty Wojska Polskiego, działacz niepodległościowy, kawaler Orderu Virtuti Militari.

## Życiorys
Urodził się 22 lutego 1893 we Lwowie, w rodzinie Józefa i Marii z Kościerskich. Ukończył gimnazjum we Lwowie. Podczas nauki należał do drużyn skautowych, a od 1912 był członkiem Związku Strzeleckiego.
W sierpniu 1914 wstąpił do Legionów Polskich, w których początkowo otrzymał przydział do 2. kompanii I batalionu 1 pułku piechoty. Podczas bitwy pod Laskami (październik 1914) otrzymał ranę w piersi i leczony był w wiedeńskim szpitalu. Po wyleczeniu, już jako sierżant, służył w 4. kompanii II batalionu 1 pułku piechoty (wchodzącego w skład I Brygady Legionów). Uczestnik bitwy pod Konarami (maj 1915), w trakcie której został ranny pod Klimontowem. Ponownie skierowany na leczenie - do Szpitala Fortecznego nr 9 w Krakowie. Pod koniec lipca 1915 roku został przeniesiony do 6. kompanii nowo utworzonego 6 pułku piechoty. 11 listopada 1915 został mianowany chorążym w piechocie. Wyróżnił się podczas walk o Polską Górę (5 lipca 1916) w trakcie bitwy pod Kostiuchnówką, kiedy to po śmierci dowódcy kompanii objął nad nią komendę i powiódł do ataku, wyprowadzając ją tym samym z ciężkiego położenia. Za ten czyn pośmiertnie odznaczony został Krzyżem Srebrnym Orderu Virtuti Militari. 1 lipca 1916 został mianowany podporucznikiem w piechocie. 28 września 1917, po kryzysie przysięgowym, został zwolniony z Legionów. 15 listopada 1917 został wcielony do c. i k. Armii i przydzielony do c. i k. Pułku Piechoty Nr 19. 3 marca 1918 uciekł na Ukrainę i wstąpił do Polskiej Organizacji Wojskowej. 10 listopada 1918 na czele żytomierskiego batalionu POW przybył do Włodzimierza.
17 grudnia 1918 został przyjęty do Wojska Polskiego z zatwierdzeniem stopnia porucznika nadanego przez generała Edwarda Śmigłego-Rydza. 4 grudnia 1919 został mianowany z dniem 1 grudnia 1919 kapitanem, warunkowo do czasu zakończenia prac przez Komisję Weryfikacyjną. Był wówczas oficerem 1 pułku piechoty Legionów. Wziął udział w wojnie polsko-bolszewickiej na stanowisku dowódcy 6. kompanii 6 pułku piechoty Legionów. Poległ 25 czerwca 1920 nad rzeką Płotnica prowadząc III batalion do ataku na redutę pod miejscowością Perga i tam też został pochowany. Nie zdążył założyć rodziny.
Pośmiertnie został zatwierdzony z dniem 1 kwietnia 1920 w stopniu majora, w piechocie.

## Ordery i odznaczenia
- Krzyż Srebrny Orderu Wojskowego Virtuti Militari nr 6328 – pośmiertnie, 17 maja 1922[12][13][14]
- Krzyż Niepodległości – pośmiertnie, 9 listopada 1932 „za pracę w dziele odzyskania niepodległości”[15]
- Krzyż Walecznych – pośmiertnie[11]
- Krzyż Pamiątkowy 6 pułku piechoty Legionów Polskich[16]
- Pierścień oficerski 6 Pułku Piechoty Legionów Polskich[17]
- Srebrny Medal Waleczności 1 klasy (Austro-Węgry)[18]
- Srebrny Medal Waleczności 2 klasy (Austro-Węgry)[19]